# Héric

Localització de Héric

Héric  (en bretó Hierig) és un municipi francès, situat a la regió de país del Loira, al departament de Loira Atlàntic, que històricament va formar part de la Bretanya. L'any 2006 tenia 4.813 habitants. Limita amb La Chevallerais, Saffré, Nort-sur-Erdre, Casson, Grandchamp-des-Fontaines, Notre-Dame-des-Landes i Blain.

## Demografia
| 1962                                       | 1968  | 1975  | 1982  | 1990  | 1999  |
| ------------------------------------------ | ----- | ----- | ----- | ----- | ----- |
| 2.438                                      | 2.531 | 2.521 | 3.140 | 3.378 | 3.987 |
| Des de 1962: població sense dobles comptes |       |       |       |       |       |

## Administració
| Període   | Identitat      | Partit |
| --------- | -------------- | ------ |
| 2001-2008 | André Thébaud  |        |
| 2008-     | Lionel Lardeux |        |

## Galeria d'imatges

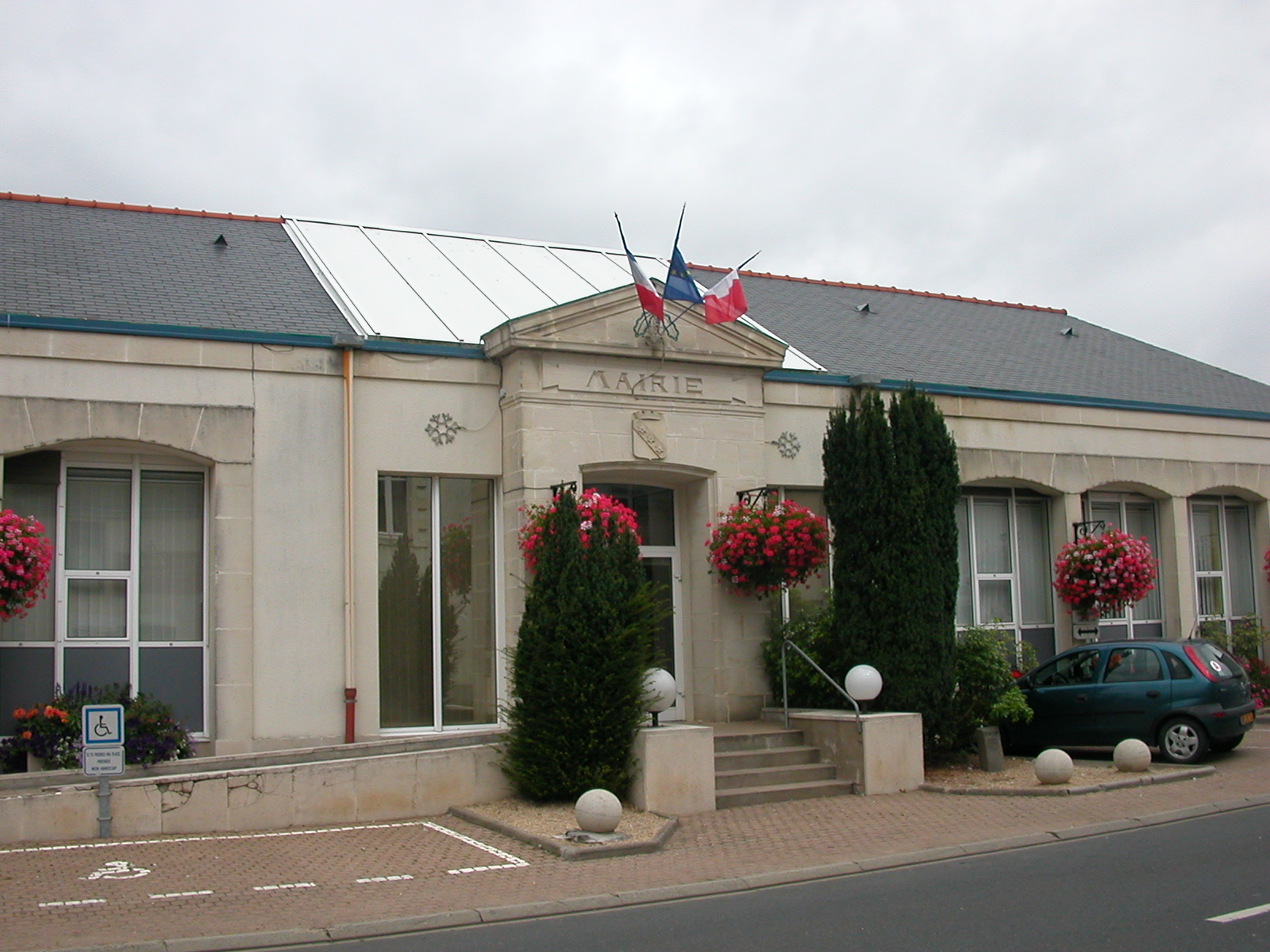
L'alcaldia
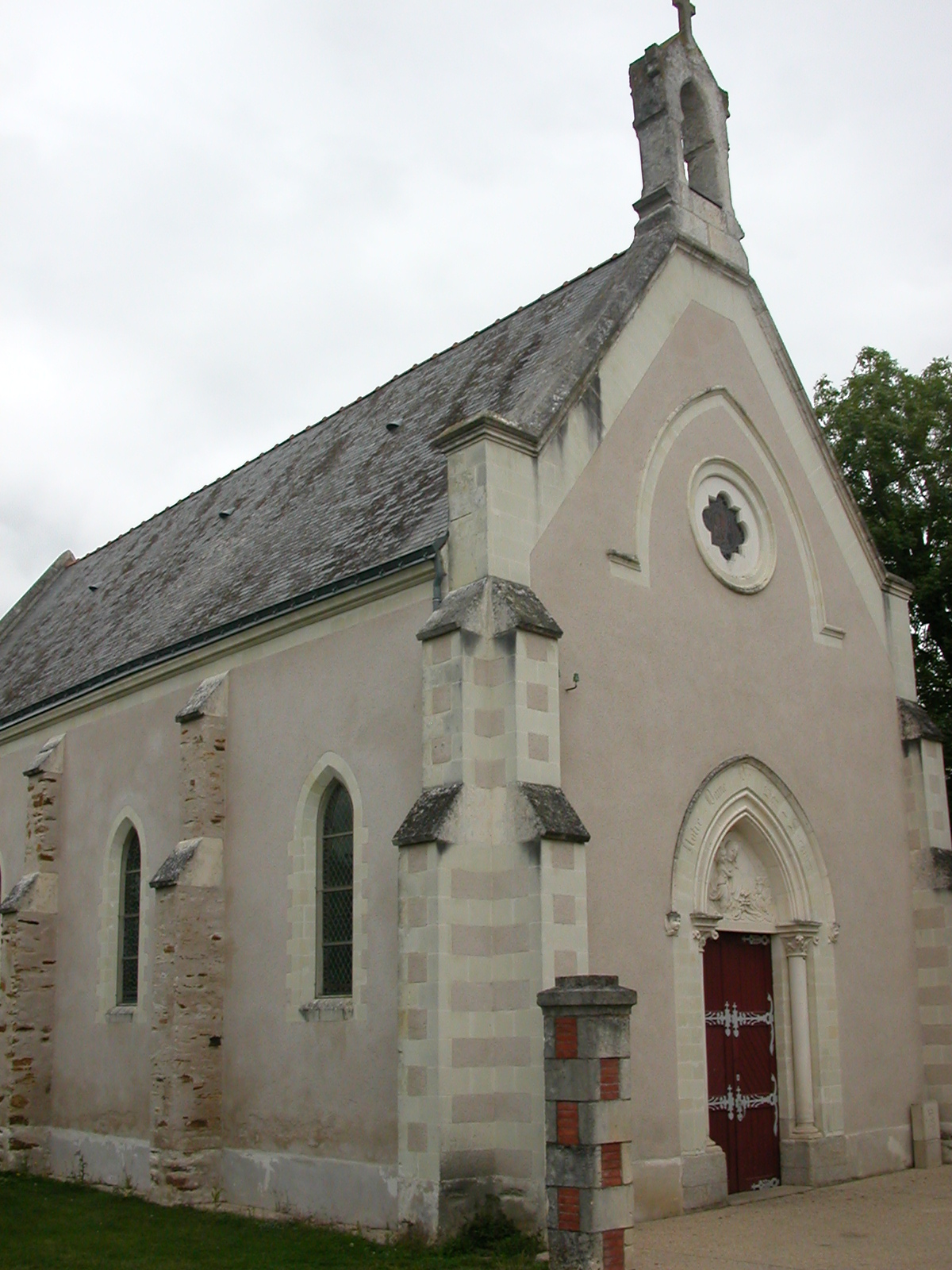
Capella ND du Bon-Secours
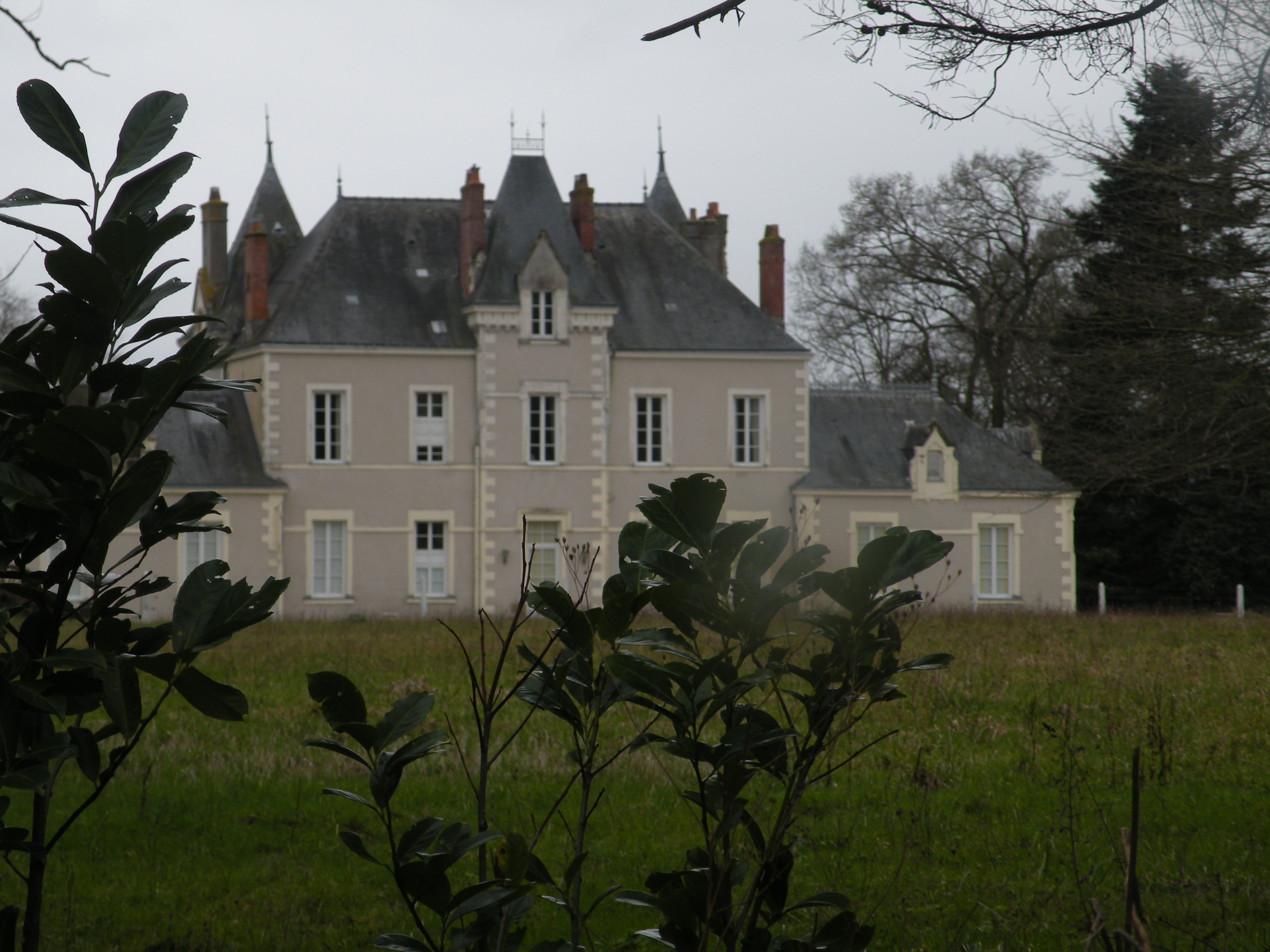
El castell de Chalonge
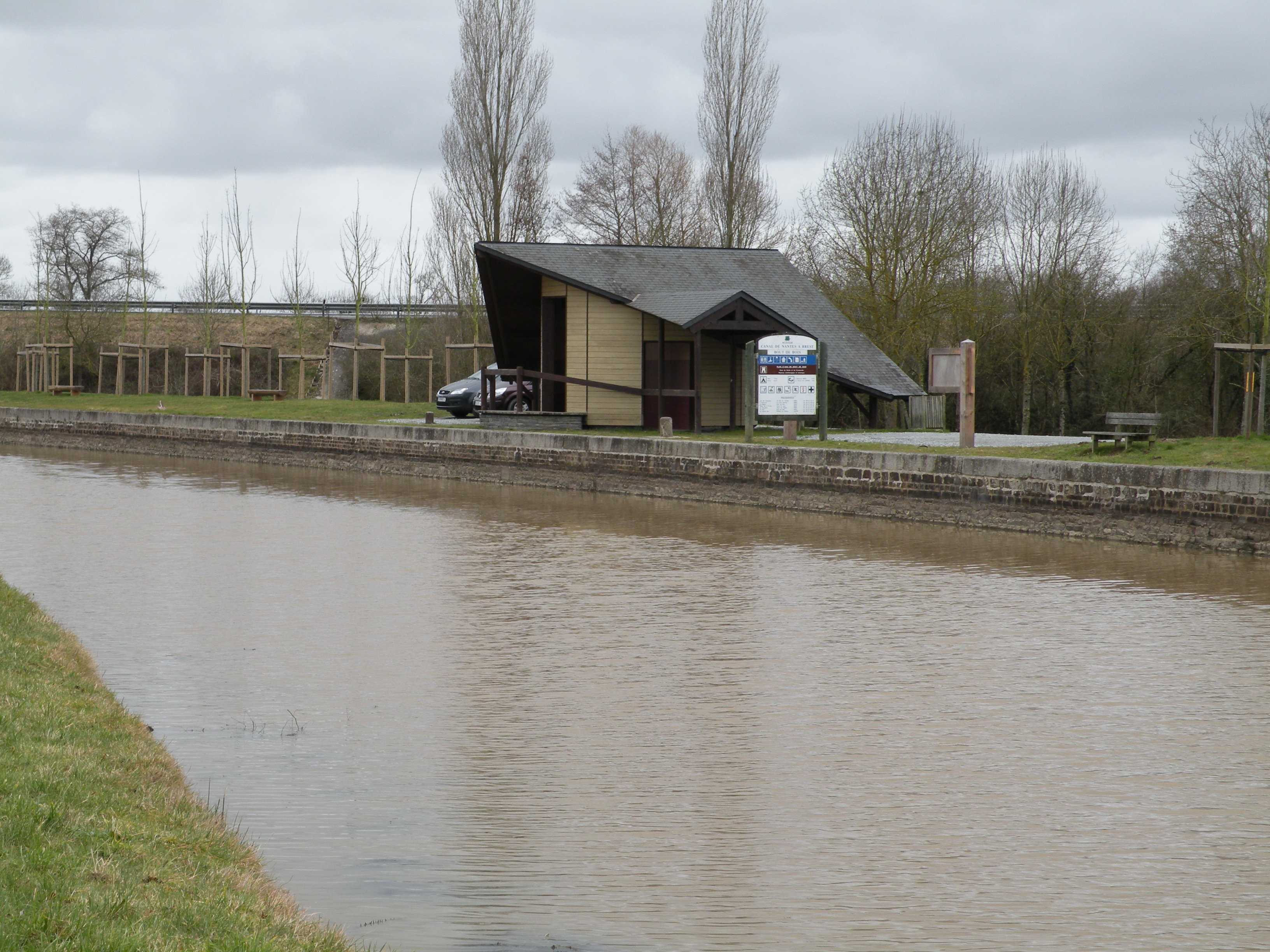
Bout-de-Bois al canal de Nantes a Brest